# جاك هاريس (لاعب كرة قدم أمريكية)
جاك هاريس (بالإنجليزية: Jack Harris)‏ هو لاعب كرة قدم أمريكية أمريكي، ولد في 29 سبتمبر 1902 في جاكسون في الولايات المتحدة، وتوفي في 28 ديسمبر 1973 في إنديانابوليس في الولايات المتحدة.